# Centruroides hentzi
Centruroides hentzi es una especie de escorpión del género Centruroides, familia Buthidae. Fue descrita científicamente por Banks en 1900.
Se distribuye por los Estados Unidos (Florida, Georgia, Alabama) y las Bahamas. Los machos de esta especie «contribuyen más a la variación del veneno dentro de la población».